# Templo de Barbar
El templo de Barbar es un sitio arqueológico ubicado en el pueblo de Barbar, en la gobernación Norte de  Baréin, considerado parte de la cultura Dilmún. El más reciente de los tres templos de Barbar fue redescubierto por un equipo arqueológico danés en 1954. Se descubrieron otros dos templos en el sitio, el más antiguo data del 3000 a. C. Los templos fueron construidos con bloques de piedra caliza, que se cree que fueron tallados en la isla Jidda.

## Historia

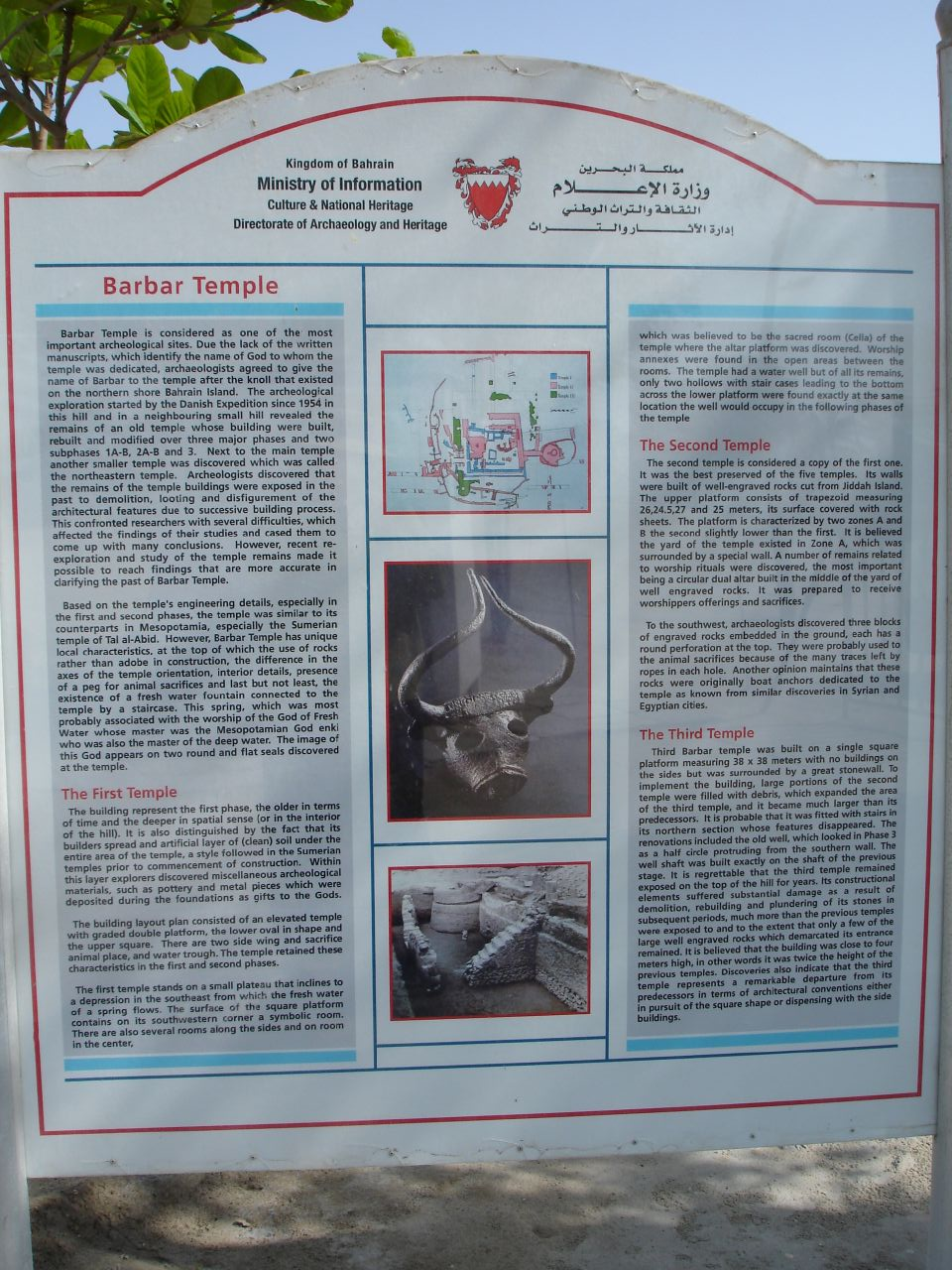
Señalética en el sitio.

Los tres templos se construyeron uno encima del otro, el segundo se construyó aproximadamente 500 años después y el tercero se añadió entre 2100 a. C. y 2000 a. C.
Se cree que los templos fueron construidos para adorar al dios Enki, el dios de la sabiduría y el agua dulce, y su esposa Ninhursag. El templo contiene dos altares y un manantial de agua natural que se cree que tuvo un significado espiritual para los adoradores. Durante la excavación del sitio se encontraron muchas herramientas, armas, cerámica y pequeñas piezas de oro que ahora se exhiben en el Museo Nacional de Baréin. El hallazgo más famoso fue una cabeza de toro de bronce.
El sitio está en la lista tentativa de sitios del Patrimonio Mundial de la UNESCO.

## Arqueología
El sitio fue descubierto por P. V. Glob en 1954. Las excavaciones, realizadas por un equipo danés dirigido por Hellmuth Andersen y Peder Mortensen, comenzaron ese año y se extendieron hasta 1962. El trabajo en el sitio se reanudó en 2004.